# السلام (مدينة البيضاء)

تعديل مصدري - تعديل

حارة السلام هي إحدى حارات مدينة مدينة البيضاء أحد مدن محافظة البيضاء، بلغ تعداد سكانها 1429 نسمة حسب تعداد اليمن لعام 2004.